# Dancy
Dancy é uma comuna francesa na região administrativa do Centro, no departamento Eure-et-Loir. Estende-se por uma área de 9,95 km². Em 2010 a comuna tinha 206 habitantes (densidade: 20,7 hab./km²).